# Joo Ngan Ng

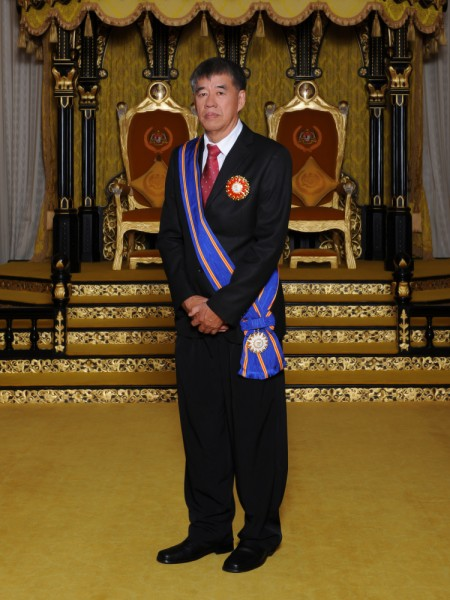
Datuk Ng Joo Ngan 2010

Datuk Joo Ngan Ng (* 21. August 1947 in Kuala Lumpur) ist ein ehemaliger malaysischer Radrennfahrer und nationaler Meister im Radsport.

## Sportliche Laufbahn
Joo Ngan Ng begann mit 15 Jahren mit dem Radsport. Er war im Straßenradsport sowie im Bahnradsport aktiv. 1966 gewann er die nationale Meisterschaft im Straßenrennen. Bei den Asienspielen 1966 startete er im Straßenrennen, schied nach einem Sturz aber aus. Bei den Südostasienspielen 1967 in Kuala Lumpur gewann er eine Silbermedaille im Mannschaftszeitfahren und die Bronzemedaille im Straßenrennen sowie in der Mannschaftsverfolgung. 1968 gewann er die nationale Meisterschaft im Einzelzeitfahren und im Kriterium. 1969 verunglückte bei einer Trainingsfahrt sein Vater, der auch sein Trainer war, tödlich. Joo Ngan Ng bestritt danach lange keine Rennen mehr. 1970 siegte er in der Tour of Java und in der Straßenmeisterschaft. Bei den Asienspielen 1970 in Bangkok gewann er Gold im Straßenrennen vor Masato Abe und Silber im Mannschaftszeitfahren. 1971 gewann er die Malaysia-Rundfahrt und damit die nationale Meisterschaft im Straßenrennen. 1973 gewann er bei den Südostasienspielen die Silbermedaille in der Mannschaftswertung des Straßenrennens und Bronze im Mannschaftszeitfahren. 1974 wurde er erneut Straßenmeister Malaysias.
1970 wurde er in seiner Heimat als Sportler des Jahres geehrt. 2010 wurde Joo Ngan Ng die „Panglima Mahkota Wilayah“ (P.M.W), die höchste Auszeichnung Malaysias, verliehen. Danach trug er den Titel „Datuk“ im Namen.

## Familiäres
Auch sein jüngerer Bruder Ng Joo Pong war Radrennfahrer und Olympiateilnehmer.

## Berufliches
Nach seiner aktiven Karriere, die er 1975 beendet hatte, wurde er Trainer in Vereinen und Nationaltrainer Malaysias. Er betrieb auch ein Fahrradzentrum in seinem Heimatort.